# Cercospora berteroae
Cercospora berteroae är en svampart som beskrevs av Hollós 1907. Cercospora berteroae ingår i släktet Cercospora och familjen Mycosphaerellaceae.   Inga underarter finns listade i Catalogue of Life.